# Диань, Фаллу
Сери́нь Фаллу́ Диа́нь (фр. Serigne Fallou Diagne; род. 14 августа 1989, Дакар, Сенегал) — сенегальский футболист, защитник. Выступал за сборную Сенегала.
Воспитанник академии Génération Foot. Летом 2006 года был приглашен в юношескую команду ФК «Мец» на позицию защитника. В 2008 году — перешел в основной состав клуба, выступавшего в то время во втором дивизионе чемпионата Франции по футболу. 16 января 2009 года дебютировал в матче против ФК «Тур». В общей сложности, проведя за «Мец» 58 игр и забив в них три гола, центральный защитник в январе 2012 года перешел в немецкий «Фрайбург». Выступая за этот клуб, он вписал свое имя в историю немецкого футбола, как игрок, получивший красные карточки за самое короткое время в двух матчах подряд: сначала 28 сентября 2013 года в игре Бундеслиги с «Боруссией», а затем 3 октября — в поединке Лиги Европы с «Севильей».                    
26 августа 2014 года защитник, подписав трехгодичный контракт с французским ФК «Ренн», покидает «Фрайбург». Всего за немецкий клуб футболист провел 57 матчей,  в которых забил 2 гола. В мае 2016 года он дебютирует за сборную Сенегала, заменив Калиду Кулибали в товарищеском матче со сборной Руанды.                      
В июле 2016 года защитник подписывает трехлетний контракт с ФК «Вердер», по инициативе спортивного директора клуба Франка Бауманна. Однако за основной состав Диань проводит всего в двух матчах и после смены тренера его переводят во вторую команду «Вердера». А затем в январе 2017 года — отдают в аренду в «Метц» на 18 месяцев для получения игровой практики в Лиге 1. В мае 2018 года защитник попадает в расширенную заявку сборной Сенегала на ЧМ-2018.   
В августе 2018 года покидает «Вердер», заключив контракт с турецким ФК «Коньяспор». А августе 2020 года Дианье покидает клуб и с этого момента находится в статусе свободного агента.